# Jorge Ledo
Jorge Eduardo Ledo (Bahía Blanca, Provincia de Buenos Aires, Argentina; 7 de febrero de 1943 - 8 de abril de 2011) fue presidente del Club Olimpo de Bahía Blanca. En 1995, asumió este cargo por primera vez, donde se encontró a un Club Olimpo en quiebra y al borde la desaparición. En el 2001 logró armar un plantel de fútbol competitivo que le bastó para ser el campeón de la Primera "B" Nacional 2001-2002 y ascender a Primera División.
En 2006, Olimpo disputó la Promoción por permanecer en Primera, frente a Belgrano, perdiendo 2-1 ambos partidos y descendiendo. Sin embargo, Ledo expresó públicamente que armaría un plantel competitivo para retornar rápidamente a la Primera División, y así fue. Dicho equipo ganó el Torneo Apertura y el Torneo Clausura de la Primera "B" Nacional 2006-2007 y ascendió directamente a Primera. Sin embargo otra vez descendió.
Para el año 2009, Ledo prometió hacer todo lo posible para festejar el centenario del Club Olimpo, retornando en la máxima categoría del fútbol argentino. Cumplió su promesa con el ascenso logrado el 3/05/2010.
Ledo falleció el 8 de abril de 2011, a los 68 años, víctima de una descompensación arrastrada por un grave cáncer contra el que luchaba desde hacía tiempo.